# Laubersreuth

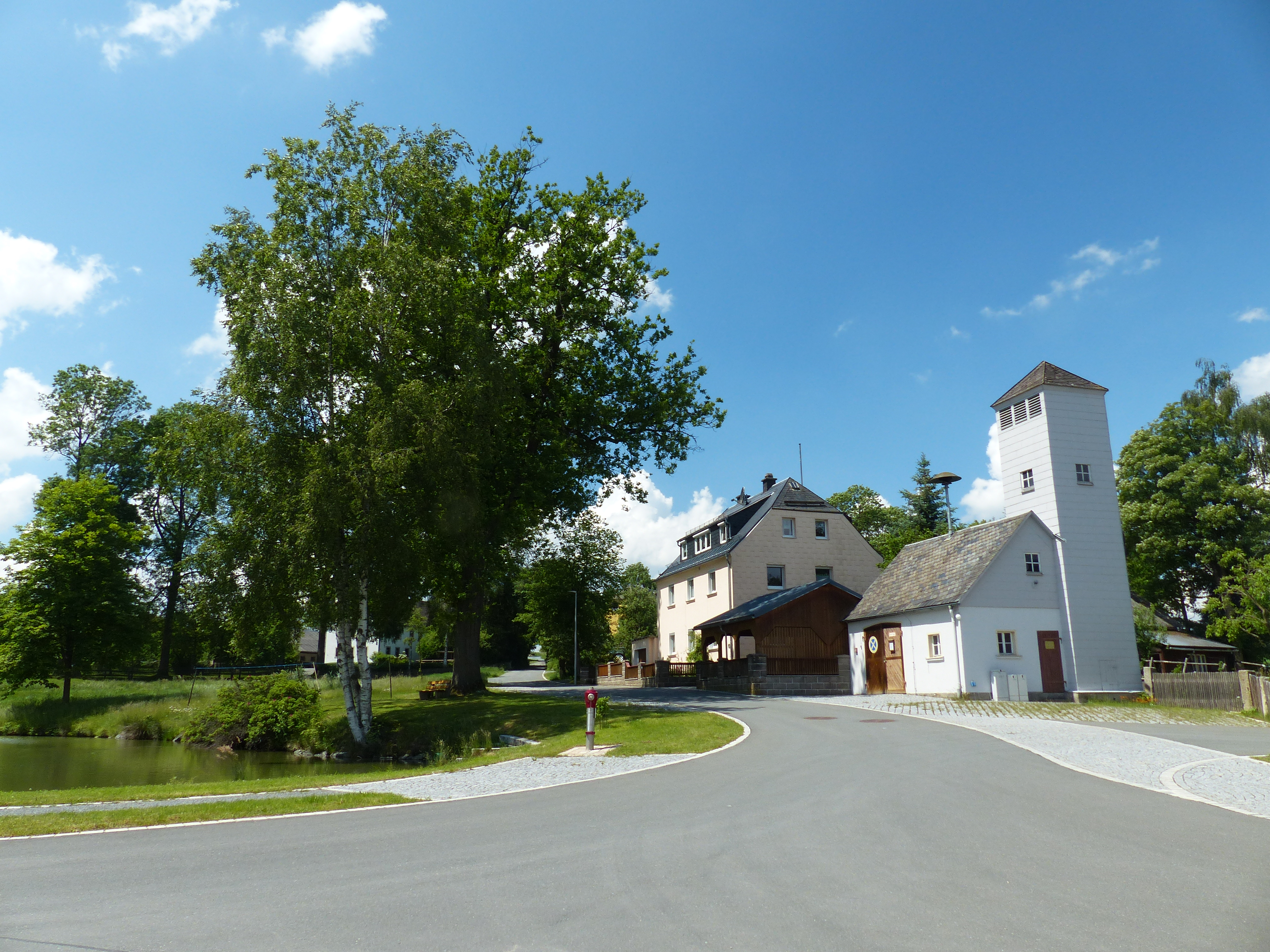
Dorfeiche in der Ortsmitte

Laubersreuth ist ein Gemeindeteil der Stadt Münchberg im Landkreis Hof (Oberfranken, Bayern). Laubersreuth liegt in der Gemarkung Meierhof bei Münchberg.

## Geografie
Das Dorf liegt auf freier Flur, die unmittelbar östlich von der Bundesautobahn 9 durchschnitten wird. Nördlich des Ortes steigt das Gelände zum Spitzberg (655 m ü. NHN) an, im Süden zum Süßenberg (610 m ü. NHN). Im Ort entspringt der Schlegler Grenzbach, ein rechter Zufluss des Ulrichsbaches. In der Ortsmitte steht eine Dorfeiche, 280 m nordöstlich von Laubersreuth  eine Linde; beide Bäume sind Naturdenkmäler. Eine Gemeindeverbindungsstraße führt die Staatsstraße 2194 kreuzend nach Gottersdorf (1,8 km südlich). Durch Laubersreuth verläuft der Fränkische Gebirgsweg.

## Geschichte
Laubersreuth zählte zu den sogenannten „Sieben freien Dörfern“. 1369 verkaufte Albrecht von Mengersreuth diesen Ort für 400 Pfund Heller an den Nürnberger Burggraf Friedrich V.
Gegen Ende des 18. Jahrhunderts bestand Laubersreuth aus 14 Anwesen. Die Hochgerichtsbarkeit sowie die Dorf- und Gemeindeherrschaft stand dem bayreuthischen Stadtrichteramt Münchberg zu. Grundherren waren das Kastenamt Münchberg (1 Hof, 9 Halbhöfe, 2 Viertelhöfe, 1 Tropfhaus) und die Hofkanzlei Bayreuth (1 Hof).
Von 1797 bis 1810 unterstand Laubersreuth dem Justiz- und Kammeramt Münchberg. Infolge des Ersten Gemeindeedikts wurde Laubersreuth dem 1812 gebildeten Steuerdistrikt Meierhof und der zugleich entstandenen die Ruralgemeinde Meierhof zugewiesen. Im Zuge der Gebietsreform in Bayern wurde Laubersreuth am 1. Mai 1978 nach Münchberg eingemeindet.

### Einwohnerentwicklung
| Jahr      | 1799   | 1812  | 1819   | 1861   | 1871   | 1885   | 1900   | 1925   | 1950   | 1961   | 1970   | 1987  |
| Einwohner | 97     | 65    | 71     | 157    | 157    | 135    | 134    | 117    | 177    | 123    | 116    | 92    |
| Häuser    | 13     | 15    |        |        |        | 19     | 18     | 18     | 19     | 22     |        | 26    |
| Quelle    | [ 11 ] | [ 8 ] | [ 12 ] | [ 13 ] | [ 14 ] | [ 15 ] | [ 16 ] | [ 17 ] | [ 18 ] | [ 19 ] | [ 20 ] | [ 1 ] |

## Religion
Laubersreuth ist bis heute nach St. Peter und Paul (Münchberg) gepfarrt und seit der Reformation evangelisch-lutherisch geprägt.